# 多比敦 (內布拉斯加州)
多比敦（英語：Dobytown）是位於美國內布拉斯加州卡尼縣的鬼鎮。

## 地理
多比敦所處的海拔為高於海平面649米（即2129英呎），而該地所採用的時區為UTC-6，即北美中部时区（CST）。同時該地設有夏令時間，為UTC-6調快一小時，即UTC-5（CDT）。